# Бетани (Намибия)
Бе́тани (англ. Bethanie, Bethany, нем. Bethanien, ранее Клипфонтейн, Klipfontein, койсанск. ǀUiǂgandes, Цъуйчъандес) — деревня на юге Намибии, на территории области Карас. Входит в состав округа Берсеба.

## История
Бетани была основана членами Лондонского миссионерского общества в 1815 году. Название деревни связано с именем палестинского селения Вифания (англ. Bethanie), упомянутого в Библии. В 1883 году в Бетани был подписан договор, согласно которому германский торговец Адольф Людериц приобретал участок земли у племени нама. Это событие легло в основу формирования протектората Германской Юго-Западной Африки.

## Географическое положение
Деревня находится в центральной части области, на расстоянии приблизительно 430 километров к югу от столицы страны Виндхука. Абсолютная высота — 986 метров над уровнем моря.

## Население
По данным официальной переписи 1991 года численность населения составляла 4 400 человек.
Динамика численности населения города по годам:
| 1981  | 1991  | 2013  |
| ----- | ----- | ----- |
| 1 400 | 4 400 | 5 170 |

## Достопримечательности
В Бетани находится старейший в Намибии дом. Он был построен в 1814 году миссионером Лондонского общества Генрихом Шлеменом.

## Транспорт
В окрестностях деревни расположен небольшой одноимённый аэропорт (ICAO: FYBC).